# Granaria frumentum
Granaria frumentum е вид коремоного от семейство Chondrinidae.

## Разпространение
Видът е разпространен в Австрия, Германия, Люксембург, Полша, Румъния, Словакия, Украйна, Унгария, Франция, Чехия и Швейцария.